# Iliana Godoy Patiño
Iliana Godoy Patiño (Ciudad de México 22 de enero de 1952 - 5 de diciembre de 2017) fue una poeta, cuentista, arquitecta, doctora en historia  del arte, profesora, escritora e investigadora en arte precolombino. Impartió clases en la Universidad Nacional Autónoma de México (UNAM) y perteneció al Sistema Nacional de Investigadores. Tuvo más de 20 libros publicados en los géneros de poesía, cuento, ensayo y teoría del arte. Su obra literaria cuenta con reconocimientos nacionales e internacionales. Poemas suyos aparecen en diversas antologías y se han traducido al alemán, francés, inglés, italiano y japonés. En forma independiente realizó labores editoriales y de difusión cultural.

## Vida
Nació en México, Distrito Federal. Su infancia transcurrió en Coyoacán.Se recibió en la Universidad Nacional Autónoma de México (UNAM) como arquitecta en 1979, fue doctora en Historia del Arte por la UNAM, 2000. Impartió clases en esa institución desde 1977. Desempeñó cargos académicos, administrativos y de difusión cultural. Participó en encuentros nacionales e internacionales en Argentina, Canadá, Colombia, Chile, España, Estados Unidos, México y Perú.
Coordinó el Encuentro Hispanoamericano de Poesía en 2008: “Cultura independiente hacia el Segundo Centenario”. Fue parte del Comité Organizador de 53.er Congreso de Americanistas realizado en la Ciudad de México en 2009. Presidió el Floricanto Grupo Cultural.

## Obras

### Poesía
- Mástil en tierra. Ciudad de México, 1988
- Invicta Carne. México, 1989
- Derrumbe del fuego. Estado de México, 1990
- Sonetos y claustros. Estado de México, 1993
- Seducir a la muerte. UNAM, México, 1993
- Poemas Chamánicos 1 y 2. México, 1997
- Furias del polvo. México, 1997
- Secreter. México, 1999
- El libro de los espejos.México, 2000
- Coral negro. Santiago de Cuba, 2000
- Conjuro del espejo. Poesía 1985-2000, México, 2002
- Adicta palabra. Mantis Editores / Floricanto, Guadalajara, 2014
- Haikús de Aire y Fuego. / Academia Mexicana para la Educación e Investigación en Ciencias, Artes y Humanidades (AMEICAH), México, 2016
- Haikús de Agua y Tierra. / Mi Cielo ediciones, México, 2016
- Glaciares. Frontera Norte. / Editorial Trajín, México, 2017

### Narrativa
- Ritual de excesos. (cuentos) México, 2005
- Venado azul. (relatos) Wirikuta México, 2015

### Investigación
- Pensamiento en piedra. México 2004
- El arte mexicano en el imaginario americano. México, 2007
- Sincronicidad y arte mesoamericano. México, 2011
- Arte mesoamericano Paradigmas emergentes. México, 2015

## Distinciones
- 1986, Premio Luis Cernuda, Ciudad de Sevilla, España
- 1991, Premio Internacional de Poesía Breve por Tríptico de danza, Valparaíso, Chile[2]
- 1999, Primer Lugar en el Concurso de Cuento de la Revista Viceversa, México
- 2000, Placa José María Heredia, Santiago de Cuba[3]
- 2001-2003, Cátedra Especial Juan de la Encina, Facultad de Arquitectura (Universidad Nacional Autónoma de México)
- 2013, Diploma en el primer Concurso de Haiku. Medellín, Colombia. World Haiku Asociation (WHA)